# Pirga transvalensis
Pirga transvalensis är en fjärilsart som beskrevs av Antonius Johannes Theodorus Janse 1915. Pirga transvalensis ingår i släktet Pirga och familjen tofsspinnare. Inga underarter finns listade i Catalogue of Life.